# Ilirska Bistrica
Ilirska Bistrica là một khu tự quản (tiếng Slovenia: občine, số ít – občina) trong vùng Notranjsko-kraška của Slovenia. Ilirska Bistrica có diện tích 480 km2, dân số là theo điều tra ngày 31 tháng 3 năm 2002 là 14234 người. Thủ phủ khu tự quản Ilirska Bistrica đóng tại Ilirska Bistrica.